# Getasjön, Småland
Getasjön är en sjö i Emmaboda kommun i Småland och ingår i Lyckebyåns huvudavrinningsområde. Sjön är 1,5 meter djup, har en yta på 0,32 kvadratkilometer och är belägen 122,2 meter över havet. Sjön avvattnas av vattendraget Lyckebyån.

## Delavrinningsområde
Getasjön ingår i det delavrinningsområde (628301-148462) som SMHI kallar för Utloppet av Getasjön. Medelhöjden är 176 meter över havet och ytan är 64,56 kvadratkilometer. Räknas de 9 avrinningsområdena uppströms in blir den ackumulerade arean 173,57 kvadratkilometer. Avrinningsområdets utflöde Lyckebyån mynnar i havet. Avrinningsområdet består mestadels av skog (80 procent). Avrinningsområdet har 0,42 kvadratkilometer vattenytor vilket ger det en sjöprocent på 0,7 procent. Bebyggelsen i området täcker en yta av 2,18 kvadratkilometer eller 3 procent av avrinningsområdet.